# Волтам (Масачусетс)
Волтам (енгл. Waltham) град је у америчкој савезној држави Масачусетс. По попису становништва из 2010. у њему је живело 60.632 становника.

## Демографија
Према попису становништва из 2010. у граду је живело 60.632 становника, што је 1.406 (2,4%) становника више него 2000. године.
| Група             | 2000.          | 2010.          |
| Белци             | 46.416 (78,4%) | 41.678 (68,7%) |
| Афроамериканци    | 2.614 (4,4%)   | 3.651 (6,0%)   |
| Азијати           | 4.318 (7,3%)   | 5.860 (9,7%)   |
| Хиспаноамериканци | 5.031 (8,5%)   | 8.280 (13,7%)  |
| Укупно            | 59.226         | 60.632         |